# Europaspiele 2015/Teilnehmer (Kroatien)
| Gelbes Symbol für Goldmedaillen mit stilisierten Olympischen Ringen | Graues Symbol für Silbermedaillen mit stilisierten Olympischen Ringen | Braundes Symbol für Bronzemedaillen mit stilisierten Olympischen Ringen |
| ------------------------------------------------------------------- | --------------------------------------------------------------------- | ----------------------------------------------------------------------- |
| 1                                                                   | 4                                                                     | 6                                                                       |

Kroatien nahm in Baku an den Europaspielen 2015 teil. Vom Kroatischen Olympisches Komitee wurden 109 Athleten in 16 Sportarten nominiert.

## Badminton
| Athleten                              | Wettbewerb | Gruppenphase                      | Gruppenphase        | Gruppenphase | Gruppenphase | Achtelfinale                  | Achtelfinale        | Viertelfinale | Viertelfinale | Halbfinale | Halbfinale | Finale | Finale   | Rang |
| Athleten                              | Wettbewerb | Gegner                            | Ergebnis            | Punkte       | Rang         | Gegner                        | Ergebnis            | Gegner        | Ergebnis      | Gegner     | Ergebnis   | Gegner | Ergebnis | Rang |
| ------------------------------------- | ---------- | --------------------------------- | ------------------- | ------------ | ------------ | ----------------------------- | ------------------- | ------------- | ------------- | ---------- | ---------- | ------ | -------- | ---- |
| Frauen                                |            |                                   |                     |              |              |                               |                     |               |               |            |            |        |          |      |
| Dorotea Sutara                        | Einzel     | Ioanna Karkantzia                 | 21:17, 21:18        | 2            | 3            | –                             | –                   | –             | –             | –          | –          | –      | –        |      |
| Dorotea Sutara                        | Einzel     | Neslihan Yiğit                    | 6:21, 10:21         | 2            | 3            | –                             | –                   | –             | –             | –          | –          | –      | –        |      |
| Dorotea Sutara                        | Einzel     | Ksenia Polikarpova                | 11:21, 4:21         | 2            | 3            | –                             | –                   | –             | –             | –          | –          | –      | –        |      |
| Katarina Galenić, Staša Poznanović    | Doppel     | Šárka Křížková, Kateřina Tomalová | 17:21, 14:21        | 0            | 4            | –                             | –                   | –             | –             | –          | –          | –      | –        |      |
| Katarina Galenić, Staša Poznanović    | Doppel     | Laura Molina, Haideé Ojeda        | 17:21, 14:21        | 0            | 4            | –                             | –                   | –             | –             | –          | –          | –      | –        |      |
| Katarina Galenić, Staša Poznanović    | Doppel     | Özge Bayrak, Neslihan Yiğit       | 8:21, 12:21         | 0            | 4            | –                             | –                   | –             | –             | –          | –          | –      | –        |      |
| Männer                                |            |                                   |                     |              |              |                               |                     |               |               |            |            |        |          |      |
| Zvonimir Đurkinjak                    | Einzel     | Emil Holst                        | 14:21, 21:18, 9:21  | 4            | 2            | Misha Zilberman               | 13:21, 21:18, 21:11 | Pablo Abián   | 12:21, 13:21  | –          | –          | –      | –        |      |
| Zvonimir Đurkinjak                    | Einzel     | Lucas Corvée                      | 14:21, 21:16, 21:19 | 4            | 2            | Misha Zilberman               | 13:21, 21:18, 21:11 | Pablo Abián   | 12:21, 13:21  | –          | –          | –      | –        |      |
| Zvonimir Đurkinjak                    | Einzel     | Ricardo Silva                     | 21:13, 21:10        | 4            | 2            | Misha Zilberman               | 13:21, 21:18, 21:11 | Pablo Abián   | 12:21, 13:21  | –          | –          | –      | –        |      |
| Zvonimir Đurkinjak, Zvonimir Hölbling | Doppel     | Raphael Beck, Andreas Heinz       | 22:20, 16:21, 15:21 | 4            | 2            | Wladimir Iwanow, Iwan Sosonow | 12:21, 13:21        | –             | –             | –          | –          | –      | –        |      |
| Zvonimir Đurkinjak, Zvonimir Hölbling | Doppel     | Povilas Bartušis, Alan Plavin     | 21:15, 21:17        | 4            | 2            | Wladimir Iwanow, Iwan Sosonow | 12:21, 13:21        | –             | –             | –          | –          | –      | –        |      |
| Zvonimir Đurkinjak, Zvonimir Hölbling | Doppel     | Giovanni Greco, Rosario Maddaloni | 21:8, 21:13         | 4            | 2            | Wladimir Iwanow, Iwan Sosonow | 12:21, 13:21        | –             | –             | –          | –          | –      | –        |      |

## Bogenschießen
| Athleten       | Wettbewerb | Platzierungsrunde | Platzierungsrunde | 1. Runde (64er) | 1. Runde (64er) | 2. Runde (32er) | 2. Runde (32er) | Achtelfinale | Achtelfinale | Viertelfinale | Viertelfinale | Halbfinale | Halbfinale | Finale | Finale   | Rang |
| Athleten       | Wettbewerb | Ringe             | Rang              | Gegner          | Ergebnis        | Gegner          | Ergebnis        | Gegner       | Ergebnis     | Gegner        | Ergebnis      | Gegner     | Ergebnis   | Gegner | Ergebnis | Rang |
| -------------- | ---------- | ----------------- | ----------------- | --------------- | --------------- | --------------- | --------------- | ------------ | ------------ | ------------- | ------------- | ---------- | ---------- | ------ | -------- | ---- |
| Männer         |            |                   |                   |                 |                 |                 |                 |              |              |               |               |            |            |        |          |      |
| Matija Mihalic | Einzel     | 665               | 14                | Guy Matzkin     | 6 : 2           | Wiktor Ruban    | 1 : 7           | –            | –            | –             | –             | –          | –          | –      | –        | 17   |

## Boxen
| Athleten          | Wettbewerb                    | 1. Runde (32er) | 1. Runde (32er) | Achtelfinale     | Achtelfinale | Viertelfinale   | Viertelfinale | Halbfinale      | Halbfinale | Finale | Finale   | Rang   |
| Athleten          | Wettbewerb                    | Gegner          | Ergebnis        | Gegner           | Ergebnis     | Gegner          | Ergebnis      | Gegner          | Ergebnis   | Gegner | Ergebnis | Rang   |
| ----------------- | ----------------------------- | --------------- | --------------- | ---------------- | ------------ | --------------- | ------------- | --------------- | ---------- | ------ | -------- | ------ |
| Männer            |                               |                 |                 |                  |              |                 |               |                 |            |        |          |        |
| Matteo Komadina   | Leichtgewicht bis 60 kg       | Igor Lazarev    | 3:0             | Wasgen Safarjanz | 1:2          | –               | –             | –               | –          | –      | –        |        |
| Sanjin-Pol Vrgoč  | Mittelgewicht bis 75 kg       | –               | –               | Michael O’Reilly | 0:3          | –               | –             | –               | –          | –      | –        |        |
| Josip Filipi      | Schwergewicht bis 91 kg       | –               | –               | Gabriel Richard  | 2:1          | Bahram Muzaffer | 3:0           | Gevorg Manukian | TKO        | –      | –        | Bronze |
| Marin Mindoljević | Superschwergewicht über 91 kg | –               | –               | Gassan Gimbatow  | 1:2          | –               | –             | –               | –          | –      | –        |        |

## Fechten
| Athleten        | Wettbewerb     | Gruppenphase | Gruppenphase | 1. Runde (32er) | 1. Runde (32er) | Achtelfinale | Achtelfinale | Viertelfinale | Viertelfinale | Halbfinale / Klassifikation | Halbfinale / Klassifikation | Finale / Platzierung | Finale / Platzierung | Rang |
| Athleten        | Wettbewerb     | Bilanz       | Platzierung  | Gegner          | Ergebnis        | Gegner       | Ergebnis     | Gegner        | Ergebnis      | Gegner                      | Ergebnis                    | Gegner               | Ergebnis             | Rang |
| --------------- | -------------- | ------------ | ------------ | --------------- | --------------- | ------------ | ------------ | ------------- | ------------- | --------------------------- | --------------------------- | -------------------- | -------------------- | ---- |
| Frauen          |                |              |              |                 |                 |              |              |               |               |                             |                             |                      |                      |      |
| Marcela Dajčić  | Florett Einzel | 0:5 Siege    | 6            | –               | –               | –            | –            | –             | –             | –                           | –                           | –                    | –                    |      |
| Männer          |                |              |              |                 |                 |              |              |               |               |                             |                             |                      |                      |      |
| Bojan Jovanović | Florett Einzel | 3:2 Siege    | 4            | Klod Yunes      | 13:15           | –            | –            | –             | –             | –                           | –                           | –                    | –                    |      |

## Judo
| Athleten             | Wettbewerb        | 2. Runde             | 2. Runde  | Achtelfinale    | Achtelfinale | Viertelfinale | Viertelfinale | Hoffnungsrunde Halbfinale | Hoffnungsrunde Halbfinale | Halbfinale | Halbfinale | Hoffnungsrunde Finale | Hoffnungsrunde Finale | Finale / Kampf um Bronze | Finale / Kampf um Bronze | Rang  |
| Athleten             | Wettbewerb        | Gegner               | Ergebnis  | Gegner          | Ergebnis     | Gegner        | Ergebnis      | Gegner                    | Ergebnis                  | Gegner     | Ergebnis   | Gegner                | Ergebnis              | Gegner                   | Ergebnis                 | Rang  |
| -------------------- | ----------------- | -------------------- | --------- | --------------- | ------------ | ------------- | ------------- | ------------------------- | ------------------------- | ---------- | ---------- | --------------------- | --------------------- | ------------------------ | ------------------------ | ----- |
| Frauen               |                   |                      |           |                 |              |               |               |                           |                           |            |            |                       |                       |                          |                          |       |
| Andreja Đaković      | Klasse bis 63 kg  | Isabel Puche         | 0002-0003 | Tina Trstenjak  | 0002-0010    | –             | –             | –                         | –                         | –          | –          | –                     | –                     | –                        | –                        | 9–16  |
| Marijana Mišković    | Klasse bis 63 kg  | Rotem Shor           | 0012-0001 | Martyna Trajdos | 0002-1000    | –             | –             | –                         | –                         | –          | –          | –                     | –                     | –                        | –                        | 9–16  |
| Barbara Matić        | Klasse über 70 kg | Nargiz Ibrahimova    | 100-000   | Juliane Robra   | 0001-1101    | –             | –             | –                         | –                         | –          | –          | –                     | –                     | –                        | –                        | 9–16  |
| Ivana Maranić        | Klasse über 78 kg | Marhinde Verkerk     | 000-110   | –               | –            | –             | –             | –                         | –                         | –          | –          | –                     | –                     | –                        | –                        | 17–32 |
| Männer               |                   |                      |           |                 |              |               |               |                           |                           |            |            |                       |                       |                          |                          |       |
| Tomislav Marijanović | Klasse bis 81 kg  | Alexander Wieczerzak | 000-100   | –               | –            | –             | –             | –                         | –                         | –          | –          | –                     | –                     | –                        | –                        | 17–32 |
| Zlatko Kumrić        | Klasse bis 90 kg  | Ramin Gurbanov       | 000-101   | –               | –            | –             | –             | –                         | –                         | –          | –          | –                     | –                     | –                        | –                        | 17–32 |

## Kanu
| Athleten        | Wettbewerb | Vorlauf    | Vorlauf | Halbfinale | Halbfinale | Finale     | Finale | Rang |
| Athleten        | Wettbewerb | Zeit (min) | Rang    | Zeit (min) | Rang       | Zeit (min) | Rang   | Rang |
| --------------- | ---------- | ---------- | ------- | ---------- | ---------- | ---------- | ------ | ---- |
| Frauen          |            |            |         |            |            |            |        |      |
| Brigita Bakić   | K1 200 m   | 0:46,546   | 25      | -          | -          | -          | -      |      |
| Brigita Bakić   | K1 500 m   | 2:02,021   | 7       | 2:00,024   | 9          | -          | -      |      |
| Brigita Bakić   | K1 500 m   | -          | -       | -          | -          | 25:40,741  | 17     | 17   |
| Männer          |            |            |         |            |            |            |        |      |
| Antun Novaković | K1 500 m   | 0:38,674   | 26      | -          | -          | -          | -      |      |
| Antun Novaković | K1 1000 m  | 3:41,575   | 6       | 3:32,120   | 7          | -          | -      |      |
| Antun Novaković | K1 5000 m  | -          | -       | -          | -          | 23:47,300  | 22     | 22   |

## Karate
| Athleten         | Wettbewerb        | Gruppenphase         | Gruppenphase | Halbfinale             | Halbfinale | Kampf um Bronze | Kampf um Bronze | Finale          | Finale   | Rang   |
| Athleten         | Wettbewerb        | Gegner               | Ergebnis     | Gegner                 | Ergebnis   | Gegner          | Ergebnis        | Gegner          | Ergebnis | Rang   |
| ---------------- | ----------------- | -------------------- | ------------ | ---------------------- | ---------- | --------------- | --------------- | --------------- | -------- | ------ |
| Frauen           |                   |                      |              |                        |            |                 |                 |                 |          |        |
| Vlatka Kiuk      | Kata              | Dilara Bozan         | 0:5          | –                      | –          | –               | –               | –               | –        | 5–8    |
| Vlatka Kiuk      | Kata              | Jasmin Bleul         | 0:5          | –                      | –          | –               | –               | –               | –        | 5–8    |
| Vlatka Kiuk      | Kata              | Ədilə Qurbanova      | 5:0          | –                      | –          | –               | –               | –               | –        | 5–8    |
| Monika Berulec   | Kumite bis 50 kg  | Serap Ozceli         | 0:3          | –                      | –          | –               | –               | –               | –        | 5–8    |
| Monika Berulec   | Kumite bis 50 kg  | Bettina Plank        | 0:1          | –                      | –          | –               | –               | –               | –        | 5–8    |
| Monika Berulec   | Kumite bis 50 kg  | Nurana Aliyeva       | 3:0          | –                      | –          | –               | –               | –               | –        | 5–8    |
| Jelena Kovačević | Kumite bis 55 kg  | Tuba Yakan           | 0:0          | Cristina Garcia Ferrer | 2:1        | –               | –               | Emily Thouy     | 1:2      | Silber |
| Jelena Kovačević | Kumite bis 55 kg  | Jenny Warling        | 1:1          | Cristina Garcia Ferrer | 2:1        | –               | –               | Emily Thouy     | 1:2      | Silber |
| Jelena Kovačević | Kumite bis 55 kg  | Ilaha Gasimova       | 1:0          | Cristina Garcia Ferrer | 2:1        | –               | –               | Emily Thouy     | 1:2      | Silber |
| Ana Lenard       | Kumite bis 61 kg  | Merve Çoban          | 0:0          | Lucie Ignace           | 0:1        | Tjaša Ristič    | 6:0             | –               | –        | Bronze |
| Ana Lenard       | Kumite bis 61 kg  | Farida Abiyeva       | 6:0          | Lucie Ignace           | 0:1        | Tjaša Ristič    | 6:0             | –               | –        | Bronze |
| Ana Lenard       | Kumite bis 61 kg  | Ingrida Suchánkov    | 0:0          | Lucie Ignace           | 0:1        | Tjaša Ristič    | 6:0             | –               | –        | Bronze |
| Maša Martinović  | Kumite über 68 kg | Aytan Samadli        | 2:1          | Iwanna Saizewa         | 5:2        | –               | –               | Meltem Hocaoğlu | 5:0      | Gold   |
| Maša Martinović  | Kumite über 68 kg | Hana Antunovic       | 2:1          | Iwanna Saizewa         | 5:2        | –               | –               | Meltem Hocaoğlu | 5:0      | Gold   |
| Maša Martinović  | Kumite über 68 kg | Nadège Ait-Ibrahim   | 8:2          | Iwanna Saizewa         | 5:2        | –               | –               | Meltem Hocaoğlu | 5:0      | Gold   |
| Männer           |                   |                      |              |                        |            |                 |                 |                 |          |        |
| Danil Domdjoni   | Kumite bis 67 kg  | Ricardo Giegler      | 0:0          | –                      | –          | –               | –               | –               | –        | 5–8    |
| Danil Domdjoni   | Kumite bis 67 kg  | Yves Martial Tadissi | 0:1          | –                      | –          | –               | –               | –               | –        | 5–8    |
| Danil Domdjoni   | Kumite bis 67 kg  | Burak Uygur          | 0:0          | –                      | –          | –               | –               | –               | –        | 5–8    |

## Radsport

### Mountainbike
| Athleten      | Wettbewerb    | Zeit (h)   | Rang |
| ------------- | ------------- | ---------- | ---- |
| Frauen        |               |            |      |
| Andrea Kiršić | Cross-Country | Überrundet | 21   |
| Männer        |               |            |      |
| Filip Turk    | Cross-Country | Überrundet | 32   |

### Straße
| Athleten            | Wettbewerb      | Zeit                 | Rang                 |
| ------------------- | --------------- | -------------------- | -------------------- |
| Frauen              |                 |                      |                      |
| Mia Radotić         | Straßenrennen   | 3:34:09              | 38                   |
| Mia Radotić         | Einzelzeitfahrt | 35:27,80             | 14                   |
| Männer              |                 |                      |                      |
| Emanuel Kišerlovski | Straßenrennen   | Rennen nicht beendet | Rennen nicht beendet |
| Bruno Maltar        | Straßenrennen   | 5:33:43              | 34                   |
| Bruno Maltar        | Einzelzeitfahrt | 1:05:12,20           | 24                   |
| Josip Rumac         | Straßenrennen   | Rennen nicht beendet | Rennen nicht beendet |

## Ringen
| Athleten                         | Wettbewerb       | 1. Runde       | 1. Runde | Achtelfinale      | Achtelfinale | Viertelfinale | Viertelfinale | Halbfinale        | Halbfinale | Hoffnungsrunde Halbfinale | Hoffnungsrunde Halbfinale | Hoffnungsrunde Finale | Hoffnungsrunde Finale | Finale | Finale   | Rang   |
| Athleten                         | Wettbewerb       | Gegner         | Ergebnis | Gegner            | Ergebnis     | Gegner        | Ergebnis      | Gegner            | Ergebnis   | Gegner                    | Ergebnis                  | Gegner                | Ergebnis              | Gegner | Ergebnis | Rang   |
| -------------------------------- | ---------------- | -------------- | -------- | ----------------- | ------------ | ------------- | ------------- | ----------------- | ---------- | ------------------------- | ------------------------- | --------------------- | --------------------- | ------ | -------- | ------ |
| griechisch-römischer Stil Männer |                  |                |          |                   |              |               |               |                   |            |                           |                           |                       |                       |        |          |        |
| Ivan Lizatović                   | Klasse bis 59 kg | Fatih Ucuncu   | 0:4      | –                 | –            | –             | –             | –                 | –          | –                         | –                         | –                     | –                     | –      | –        |        |
| Danijel Janečić                  | Klasse bis 66 kg | –              | –        | Həsən Əliyev      | 0:3          | –             | –             | –                 | –          | –                         | –                         | –                     | –                     | –      | –        |        |
| Dominik Etlinger                 | Klasse bis 71 kg | –              | –        | Zurab Bekauri     | 5:0          | Rəsul Çunayev | 0:3           | –                 | –          | Daniel Cataraga           | 3:1                       | Swilen Kostadinow     | 4:0                   | –      | –        | Bronze |
| Ivan Lizatović                   | Klasse bis 75 kg | Florian Marchl | 3:0      | Dmytro Pyshkov    | 1:3          | –             | –             | –                 | –          | –                         | –                         | –                     | –                     | –      | –        |        |
| Božo Starčević                   | Klasse bis 80 kg | –              | –        | Daniel Alexandrow | 1:3          | –             | –             | –                 | –          | –                         | –                         | –                     | –                     | –      | –        |        |
| Nenad Žugaj                      | Klasse bis 85 kg | –              | –        | Timur Khamikoev   | 4:0          | Eerik Aps     | 3:0           | Dawit Chakwetadse | 1:3        | –                         | –                         | Ramsin Azizsir        | 1:3                   | –      | –        | 4      |

## Schießen
| Athleten                      | Klasse  | Wettbewerb                           | Qualifikation   | Qualifikation | Halbfinale      | Halbfinale | Finale          | Finale |
| Athleten                      | Klasse  | Wettbewerb                           | Ringe/ Scheiben | Rang          | Ringe/ Scheiben | Rang       | Ringe/ Scheiben | Rang   |
| ----------------------------- | ------- | ------------------------------------ | --------------- | ------------- | --------------- | ---------- | --------------- | ------ |
| Frauen                        |         |                                      |                 |               |                 |            |                 |        |
| Marija Marović                | Pistole | Luftpistole 10 m                     | 370             | 28            | -               | -          | -               | -      |
| Vlatka Pervan                 | Pistole | Luftpistole 10 m                     | 377             | 20            | -               | -          | -               | -      |
| Vlatka Pervan                 | Pistole | Sportpistole 25 m                    | 571             | 22            | -               | -          | -               | -      |
| Maša Berić                    | Gewehr  | Luftgewehr 10 m                      | 411,8           | 22            | –               | –          | –               | –      |
| Snježana Pejčić               | Gewehr  | Luftgewehr 10 m                      | 415,8           | 5             | –               | –          | 164,1           | 4      |
| Snježana Pejčić               | Gewehr  | Kleinkaliber Dreistellungskampf 50 m | 579             | 10            | –               | –          | –               | –      |
| Tanja Perec                   | Gewehr  | Kleinkaliber Dreistellungskampf 50 m | 561             | 34            | –               | –          | –               | –      |
| Männer                        |         |                                      |                 |               |                 |            |                 |        |
| Željko Posavec                | Pistole | Luftpistole 10 m                     | 567             | 30            | –               | –          | –               | –      |
| Željko Posavec                | Pistole | Freie Pistole 50 m                   | 543             | 21            | –               | –          | –               | –      |
| Saša Špirelja                 | Pistole | Sportpistole 25 m                    | 559             | 21            | –               | –          | –               | –      |
| Bojan Đurković                | Gewehr  | Kleinkaliber Dreistellungskampf 50 m | 617,1           | 3             | –               | –          | 164,2           | 4      |
| Bojan Đurković                | Gewehr  | Kleinkaliber liegend 50 m            | 1136            | 27            | –               | –          | –               | –      |
| Petar Gorša                   | Gewehr  | Luftgewehr 10 m                      | 619,6           | 28            | –               | –          | –               | –      |
| Petar Gorša                   | Gewehr  | Kleinkaliber Dreistellungskampf 50 m | 1159            | 2             | –               | –          | 454,0           | Silber |
| Ivica Štritof                 | Gewehr  | Kleinkaliber liegend 50 m            | 613,6           | 18            | –               | –          | –               | –      |
| Anton Glasnović               | Flinte  | Trap                                 | 118             | 18            | –               | –          | –               | –      |
| Josip Glasnović               | Flinte  | Trap                                 | 117             | 21            | –               | –          | –               | –      |
| Mixed                         |         |                                      |                 |               |                 |            |                 |        |
| Marija Marović Željko Posavec | Pistole | Luftpistole 10 m                     | 472             | 11            | –               | –          | –               | –      |
| Snježana Pejčić Petar Gorša   | Gewehr  | Luftgewehr 10 m                      | 517,3           | 8             | 160,2           | 8          | –               | –      |

## Taekwondo
| Athleten         | Wettbewerb        | Achtelfinale             | Achtelfinale | Viertelfinale          | Viertelfinale | Hoffnungsrunde Halbfinale | Hoffnungsrunde Halbfinale | Halbfinale      | Halbfinale | Hoffnungsrunde Finale / Bronzekampf | Hoffnungsrunde Finale / Bronzekampf | Finale     | Finale   | Rang   |
| Athleten         | Wettbewerb        | Gegner                   | Ergebnis     | Gegner                 | Ergebnis      | Gegner                    | Ergebnis                  | Gegner          | Ergebnis   | Gegner                              | Ergebnis                            | Gegner     | Ergebnis | Rang   |
| ---------------- | ----------------- | ------------------------ | ------------ | ---------------------- | ------------- | ------------------------- | ------------------------- | --------------- | ---------- | ----------------------------------- | ----------------------------------- | ---------- | -------- | ------ |
| Frauen           |                   |                          |              |                        |               |                           |                           |                 |            |                                     |                                     |            |          |        |
| Lucija Zaninović | Klasse bis 49 kg  | Terézia Pavková          | 14:2         | Tijana Bogdanović      | 1:2           | Indra Craen               | 7:3                       | –               | –          | Ivett Gonda                         | 9:1                                 | –          | –        | Bronze |
| Ana Zaninović    | Klasse bis 57 kg  | Jekaterina Kim           | 9:3          | Dragana Gladović       | 14:1          | –                         | –                         | Eva Calvo       | 7:5        | –                                   | –                                   | Jade Jones | 9:12     | Silber |
| Marina Sumić     | Klasse bis 67 kg  | Aleksandra Krzemieniecka | 1:3          | –                      | –             | –                         | –                         | –               | –          | –                                   | –                                   | –          | –        |        |
| Iva Radoš        | Klasse über 67 kg | Casandra Ikonen          | 15:3         | Reshmie Oogink         | 7:3           | –                         | –                         | Gwladys Épangue | 6:13       | Rosana Simón                        | 12:4                                | –          | –        | Bronze |
| Männer           |                   |                          |              |                        |               |                           |                           |                 |            |                                     |                                     |            |          |        |
| Filip Grgić      | Klasse bis 68 kg  | Martin Stamper           | 13:18        | –                      | –             | –                         | –                         | –               | –          | –                                   | –                                   | –          | –        |        |
| Vedran Golec     | Klasse über 80 kg | Omar El Yazidi           | 10:7         | Konstantinos Gkoltsios | 15:11         | –                         | –                         | Wladislaw Larin | 0:8        | Jeroen Wanrooij                     | 7:5                                 | –          | –        | Bronze |

## Tischtennis
| Athleten                                 | Wettbewerb | 1. Runde            | 1. Runde | 2. Runde           | 2. Runde | Achtelfinale      | Achtelfinale | Viertelfinale      | Viertelfinale | Halbfinale | Halbfinale | Finale/Spiel um Platz 3 | Finale/Spiel um Platz 3 | Rang |
| Athleten                                 | Wettbewerb | Gegner              | Ergebnis | Gegner             | Ergebnis | Gegner            | Ergebnis     | Gegner             | Ergebnis      | Gegner     | Ergebnis   | Gegner                  | Ergebnis                | Rang |
| ---------------------------------------- | ---------- | ------------------- | -------- | ------------------ | -------- | ----------------- | ------------ | ------------------ | ------------- | ---------- | ---------- | ----------------------- | ----------------------- | ---- |
| Frauen                                   |            |                     |          |                    |          |                   |              |                    |               |            |            |                         |                         |      |
| Lea Rakovac                              | Einzel     | Alexandra Privalova | 4:1      | Li Qian            | 0:4      | –                 | –            | –                  | –             | –          | –          | –                       | –                       |      |
| Tian Yuan                                | Einzel     | Alina Arlouskaya    | 4:0      | Marharyta Pessozka | 1:4      | –                 | –            | –                  | –             | –          | –          | –                       | –                       |      |
| Männer                                   |            |                     |          |                    |          |                   |              |                    |               |            |            |                         |                         |      |
| Andrej Gaćina                            | Einzel     | –                   | –        | Niagol Stoyanov    | 4:0      | Kalinikos Kreanga | 4:3          | Dimitrij Ovtcharov | 0:4           | –          | –          | –                       | –                       |      |
| Tan Ruiwu                                | Einzel     | Admir Duranspahić   | 3:4      | –                  | –        | –                 | –            | –                  | –             | –          | –          | –                       | –                       |      |
| Andrej Gaćina, Tomislav Pucar, Tan Ruiwu | Mannschaft | –                   | –        | –                  | –        | Österreich        | 0:3          | –                  | –             | –          | –          | –                       | –                       |      |

## Triathlon
| Athleten      | Wettbewerb | Zeit (h)   | Rang       |
| ------------- | ---------- | ---------- | ---------- |
| Frauen        |            |            |            |
| Sonja Škevin  | Einzel     | 2:15:44    | 34         |
| Männer        |            |            |            |
| Matija Krivec | Einzel     | Überrundet | Überrundet |
| Matija Lukina | Einzel     | 1:58:16    | 43         |

## Turnen

### Geräteturnen
| Athletinnen | Wettbewerb           | Sprung | Sprung | Stufenbarren | Stufenbarren | Boden  | Boden | Schwebebalken | Schwebebalken | Gesamt | Gesamt |
| Athletinnen | Wettbewerb           | Punkte | Rang   | Punkte       | Rang         | Punkte | Rang  | Punkte        | Rang          | Punkte | Rang   |
| ----------- | -------------------- | ------ | ------ | ------------ | ------------ | ------ | ----- | ------------- | ------------- | ------ | ------ |
| Frauen      |                      |        |        |              |              |        |       |               |               |        |        |
| Ana Đerek   | Qualifikation        | 13,866 | 6      | 10,600       | 54           | 12,600 | 32    | 12,900        | 22            | 49,966 | 39     |
| Dina Madir  | Qualifikation        | –      | –      | 10,733       | 52           | 11,566 | 61    | 11,066        | 62            | 46,265 | 57     |
| Ana Poščić  | Qualifikation        | –      | –      | 8,933        | 79           | 11,800 | 54    | 8,133         | 80            | 41,332 | 76     |
| Ana Đerek   | Gerätefinals         | 13,949 | 5      | –            | –            | –      | –     | –             | –             | –      | –      |
| Mannschaft  | Mehrkampf Mannschaft | 26,766 | 17     | 21,333       | 20           | 24,400 | 16    | 23,966        | 20            | 96,465 | 17     |

| Athleten      | Wettbewerb    | Boden  | Boden | Pauschenpferd | Pauschenpferd | Ringe  | Ringe | Sprung | Sprung | Barren | Barren | Reck   | Reck | Gesamt | Gesamt |
| Athleten      | Wettbewerb    | Punkte | Rang  | Punkte        | Rang          | Punkte | Rang  | Punkte | Rang   | Punkte | Rang   | Punkte | Rang | Punkte | Rang   |
| ------------- | ------------- | ------ | ----- | ------------- | ------------- | ------ | ----- | ------ | ------ | ------ | ------ | ------ | ---- | ------ | ------ |
| Männer        |               |        |       |               |               |        |       |        |        |        |        |        |      |        |        |
| Marijo Možnik | Qualifikation | –      | –     | –             | –             | –      | –     | –      | –      | –      | –      | 15,100 | 5    | –      | –      |
| Marijo Možnik | Gerätefinals  | –      | –     | –             | –             | –      | –     | –      | –      | –      | –      | 14,900 | 4    | –      | –      |

## Volleyball
| Athleten | Gruppenphase                                                           | Viertelfinale | Viertelfinale | Halbfinale | Halbfinale | Finale | Finale   | Rang |
| Athleten | Gruppenphase                                                           | Gegner        | Ergebnis      | Gegner     | Ergebnis   | Gegner | Ergebnis | Rang |
| --- | ---------------------------------------------------------------------- | ------------- | ------------- | ---------- | ---------- | ------ | -------- | ---- |
| Frauen |                                                                        |               |               |            |            |        |          |      |
| Nikolina Božičević Maja Burazer Samanta Fabris Ana Grbac Vedrana Jakšetić Nikolina Jelić Karla Klarić Dinka Kulić Marija Prša Tamara Sušić Marija Ušić Senna Ušić-Jogunica | Serbien 0:3 Niederlande 1:3 Russland 0:3 Bulgarien 3:1 Deutschland 0:3 | –             | –             | –          | –          | –      | –        | 11   |

## Wassersport

### Schwimmen
Hier fanden Jugendwettbewerbe statt. Bei den Frauen ist das die U17 (Jahrgang 1999) und bei den Männern die U19 (Jahrgang 1997).
| Athleten                                                     | Wettbewerb          | Vorlauf          | Vorlauf          | Halbfinale  | Halbfinale | Finale      | Finale | Rang   |
| Athleten                                                     | Wettbewerb          | Zeit             | Rang             | Zeit        | Rang       | Zeit        | Rang   | Rang   |
| ------------------------------------------------------------ | ------------------- | ---------------- | ---------------- | ----------- | ---------- | ----------- | ------ | ------ |
| Frauen                                                       |                     |                  |                  |             |            |             |        |        |
| Kristina Miletić                                             | 400 m Freistil      | 4:27,79 min      | 26               | -           | -          | -           | -      |        |
| Kristina Miletić                                             | 800 m Freistil      | -                | -                | -           | -          | 9:14,76 min | 19     | 19     |
| Matea Sumajstorčić                                           | 100 m Freistil      | 58,15 s          | 24               | -           | -          | -           | -      |        |
| Matea Sumajstorčić                                           | 200 m Freistil      | 2:05,61 min      | 22               | 2:04,94 min | 15         | -           | -      |        |
| Matea Sumajstorčić                                           | 400 m Freistil      | 4:26,74 mim      | 22               | -           | -          | -           | -      |        |
| Männer                                                       |                     |                  |                  |             |            |             |        |        |
| Bruno Blašković                                              | 50 m Freistil       | 23,03 s          | 4                | 22,90 s     | 5          | 22,96 s     | 7      | 7      |
| Bruno Blašković                                              | 100 m Freistil      | 51,29 s          | 19               | -           | -          | -           | -      |        |
| Bruno Blašković                                              | 50 m Rücken         | 27,52 s          | 30               | -           | -          | -           | -      |        |
| Bruno Blašković                                              | 50 m Schmetterling  | 24,13 s          | 2                | 23,95 s     | 2          | 24,10 s     | 6      | 6      |
| Borna Jukić                                                  | 200 m Freistil      | 1:54,99 min      | 37               | -           | -          | -           | -      |        |
| Borna Jukić                                                  | 400 m Freistil      | 4:03,95          | 39               | -           | -          | -           | -      |        |
| Kristian Komlenić                                            | 50 m Freistil       | 24,10 s          | 46               | -           | -          | -           | -      |        |
| Kristian Komlenić                                            | 50 m Rücken         | 26,55 s          | 14               | 26,20 s     | 7          | 26,47 s     | 8      | 8      |
| Kristian Komlenić                                            | 100 m Rücken        | 56,58 s          | 12               | 56,02 s     | 11         | -           | -      |        |
| Igor Kostovski                                               | 200 m Freistil      | 1:54,78 min      | 36               | -           | -          | -           | -      |        |
| Igor Kostovski                                               | 400 m Freistil      | 4:08,76 min      | 45               | -           | -          | -           | -      |        |
| Igor Kostovski                                               | 800 m Freistil      | -                | -                | -           | -          | 8:32,80 min | 23     | 23     |
| Ante Lučev                                                   | 100 m Schmetterling | 55,10 s          | 13               | 54,75 s     | 13         | -           | -      |        |
| Ante Lučev                                                   | 200 m Lagen         | 2:07,36 min      | 23               | -           | -          | -           | -      |        |
| Nikola Miljenić                                              | 50 m Freistil       | 23,12 s          | 7                | 24,20 s     | 16         | -           | -      |        |
| Nikola Miljenić                                              | 100 m Freistil      | 51,85 s          | 33               | -           | -          | -           | -      |        |
| Nikola Miljenić                                              | 50 m Schmetterling  | 25,19 s          | 31               | -           | -          | -           | -      |        |
| Nikola Obrovac                                               | 50 m Brust          | 28,17 s          | 4                | 28,20 s     | 2          | 27,89 s     | 2      | Silber |
| Nikola Obrovac                                               | 100 m Brust         | nicht angetreten | nicht angetreten | -           | -          | -           | -      |        |
| Bruno Blašković Kristian Komlenić Ante Lučev Nikola Miljenić | 4×100 m Freistil    | 3:26,20 min      | 8                | -           | -          | 3:26,44 min | 8      | 8      |
| Bruno Blašković Kristian Komlenić Ante Lučev Nikola Miljenić | 4×100 m Lagen       | 3:50,37 min      | 11               | -           | -          | -           | -      |        |

### Wasserball
Hier fanden Jugendwettbewerbe statt. Bei den Wasserballteams waren das die U18-Mannschaften (Jahrgang 1998).
| Athleten | Gruppenphase                                                           | Viertelfinale | Viertelfinale | Halbfinale | Halbfinale | Spiel um Platz 3 | Spiel um Platz 3 | Rang |
| Athleten | Gruppenphase                                                           | Gegner        | Ergebnis      | Gegner     | Ergebnis   | Gegner           | Ergebnis         | Rang |
| --- | ---------------------------------------------------------------------- | ------------- | ------------- | ---------- | ---------- | ---------------- | ---------------- | ---- |
| Männer |                                                                        |               |               |            |            |                  |                  |      |
| Luka Podrug Petar Bratim Duje Pejković Lovro Paparić Ivan Krolo Marko Blažić Karlo Kreković Matias Biljaka Marin Dašić Franko Lazić Zvonimir Butić Jacob Merčep Mateo Saftić | Serbien 0:3 Niederlande 1:3 Russland 0:3 Bulgarien 3:1 Deutschland 0:3 | Deutschland   | 18:12         | Spanien    | 8:9        | Griechenland     | 10:11            | 4    |

### Wasserspringen
Hier fanden die Junioreneuropameisterschaften der U19 (Jahrgang 1997) statt.
| Athleten                    | Wettbewerb           | Vorkampf | Vorkampf | Finale | Finale | Rang |
| Athleten                    | Wettbewerb           | Punkte   | Rang     | Punkte | Rang   | Rang |
| --------------------------- | -------------------- | -------- | -------- | ------ | ------ | ---- |
| Frauen                      |                      |          |          |        |        |      |
| Maja Borić                  | Kunstspringen 1 m    | 327,70   | 15       | –      | –      | 15   |
| Maja Borić                  | Kunstspringen 3 m    | 355,25   | 11       | 376,40 | 11     | 11   |
| Lorena Tomiek               | Kunstspringen 3 m    | 342,80   | 18       | –      | –      | 18   |
| Maja Borić Lorena Tomiek    | Synchronspringen 3 m | –        | –        | 228,15 | 8      | 8    |
| Männer                      |                      |          |          |        |        |      |
| Hrvoje Brezovac             | Kunstspringen 1 m    | 373,90   | 19       | –      | –      | 19   |
| Hrvoje Brezovac             | Kunstspringen 3 m    | 382,80   | 25       | –      | –      | 25   |
| Juraj Melša                 | Kunstspringen 1 m    | 436,35   | 10       | 430,95 | 12     | 12   |
| Juraj Melša                 | Kunstspringen 3 m    | 450,80   | 16       | –      | –      | 16   |
| Hrvoje Brezovac Juraj Melša | Synchronspringen 3 m | –        | –        | 263,10 | 4      | 4    |